# Les Trois-Domaines
 Les Trois-Domaines  es una población y comuna francesa, en la región de Lorena, departamento de Mosa, en el distrito de Bar-le-Duc y cantón de Seuil-d'Argonne.

## Demografía
| 147 | 145 | 104 | 116 | 119 | 118 |
| Para los censos de 1962 a 1999 la población legal corresponde a la población sin duplicidades (Fuente: INSEE [Consultar]) |     |     |     |     |     |